# フェンウェイ・ケンモア
フェンウェイ・ケンモア (Fenway–Kenmore ) は、アメリカ合衆国マサチューセッツ州ボストンにある地域。イースト・フェンウェイ、ウエスト・フェンウェイ、オーデュボン・サークル、ケンモア・スクエアなど多くの地区で構成されている行政地区の1つである。口語では「フェンウェイ」、「ケンモア・スクエア」、「ケンモア」と呼ばれている。イースト・フェンウェイ/シンフォニーとウエスト・フェンウェイの2箇所に分けられる。
フレデリック・ロー・オルムステッドにより敷かれた主要道であるフェンウェイ・パークウェイから名付けられた。2010年現在、ボストン再開発調査局によると人口は40,898名で、土地面積は1.24平方マイル (3.2 km2)である。

## 位置

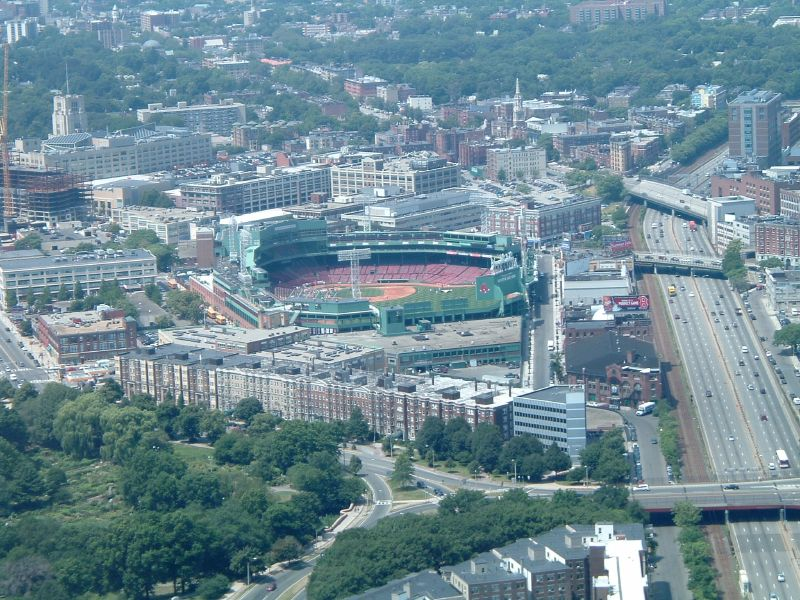
ウエスト・フェンウェイとケンモアの空撮。左下にバック・ベイ・フェンズ、中央にフェンウェイ・パーク、右にケンモア・スクエアの端が見える。

東にバック・ベイの地区であるチャールズゲイト・ウエスト、マサチューセッツ有料高速道路、ダルトン・アヴェニュー、ベリーデア・ストリートがある。観光名所でもあるクリスチャン・サイエンス第一教会近くのハンティントン・アヴェニューの向こう側にサウス・エンドがある。マサチューセッツ有料高速道路南のイースト・フェンウェイはバック・ベイ・フェンズおよびケンモア北のチャールズ川に流れるマディ川がウエスト・フェンウェイとの境界線となっている。
ロングウッド医療地区のある南西部はセント・フランシス・ストリート、トレモント・ストリート、セント・アルフォンサス・ストリートが境界線となっている。南はウォード・ストリート、パーカー・ストリート、ラグルス・ストリート、サウスウエスト・コリドーが境界線となり、以前は独立した都市であったロクスバリーの一部であるミッション・ヒルと隣接している。西はウエスト・フェンウェイからセント・メアリー・ストリートを隔て、ブルックラインと隣接している。ケンモア地区はフェンウェイの北と西に位置し、マサチューセッツ有料高速道路で大まかに分けられている。北の部分はコモンウェルス・アヴェニューとチャールズ川にはさまれた狭い土地がブルックライン方面のボストン大学橋まで出っ張っており、北東部はオルストン・ブライトンに面している。
1880年から1930年に建設された褐色砂岩のタウンホーム、レンガの歩道、5-6階建てアパートメントが地区内に多く建っている。小規模小売店が軒を連ねている。主要な商業開発はブルックライン・アヴェニュー、ビーコン・ストリート、ボイルストン・ストリート、ハンティントン・アヴェニュー沿いのケンモア・スクエア
で行われている。野球場のフェンウェイ・パークはケンモア・スクエアから有料高速道路南に位置している。ボストン大学、ノースイースタン大学、バークリー音楽大学、ボストン音楽院がフェンウェイ・ケンモアにあり、多くの学生たちがこの近辺に居住している。20年以上でケンモア、特にビーコン・ストリートとコモンウェルス・アヴェニューの間のオーデュボン・サークルの住居ビルのほとんどがボストン大学に買収されて学生寮となった。

## 歴史
1873年のブルックライン・ボストン合併論争の一部として1870年代、ブルックライン地区からフェンウェイ・ケンモア地区ができ、1890年代、造園家のフレデリック・ロー・オルムステッドが設計した土地も合併した。設計時、フェンウェイ・パークウェイ沿いには上流階級の住居ができ、地域全体が上流階級の地区となる予定であった。不動産価格が上がったが、教育施設が多く建ち並んだ。1907年までに大学9校を含む22の教育機関ができた。住居は、貧相な建物は地区の価値を下げるとして公園局の承認を得ねばならなかった。さらに公園局は公園や道路沿いに合う建物の設計の決定権を持っていた。これらの建築制限の長所は他の地より見た目が良くなることである。

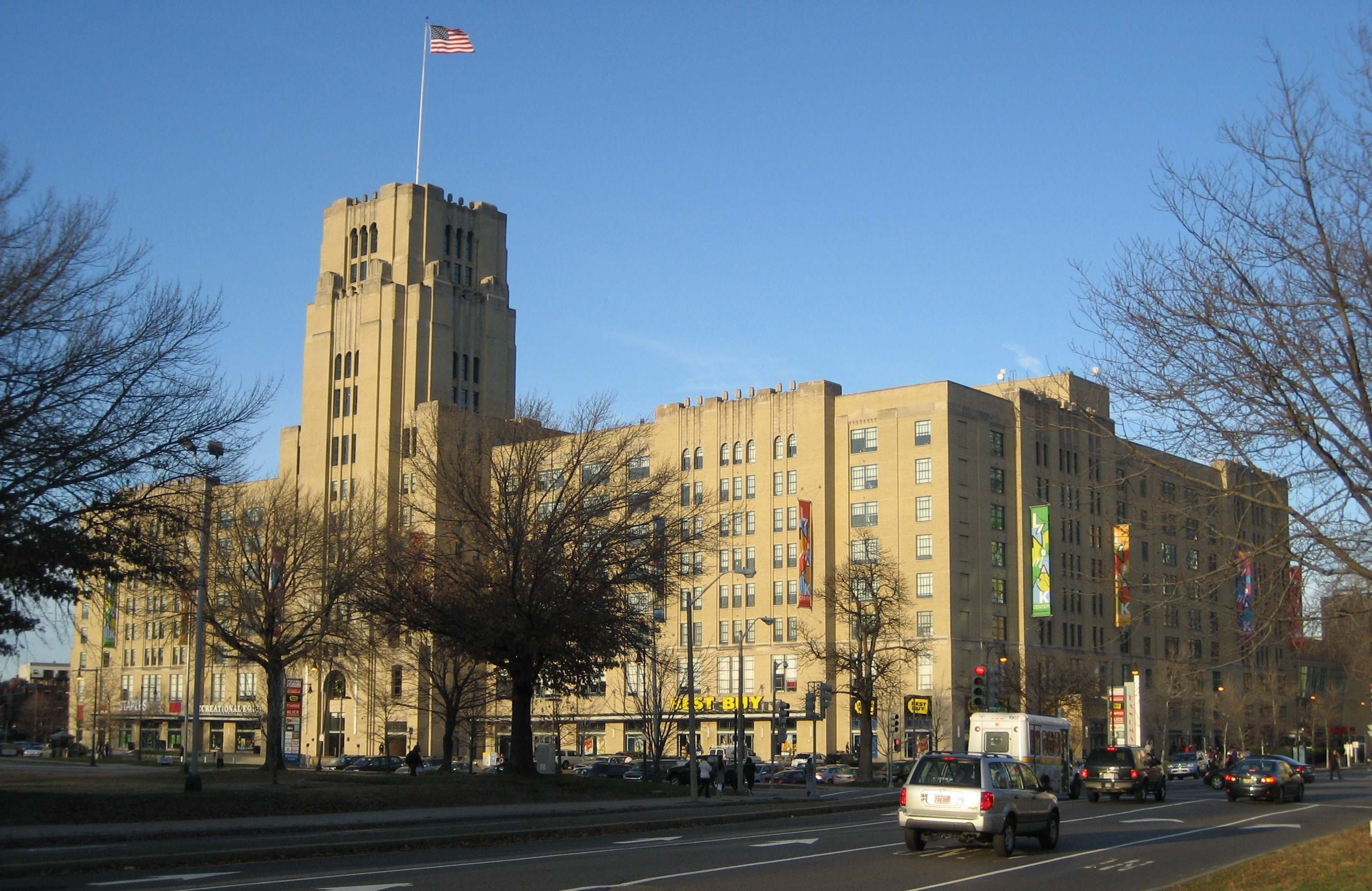
以前シアーズの通信販売部および倉庫であった建物がランドマークの中心となっている。

開発最後の数年、フェンウェイの開発の一部はサミュエルズ・アンド・アソシエイツにより行われた。ランドマーク・センターの改築を含む最近の開発は、2003年、ブルックライン・アヴェニューとボイルストン・ストリートにあったライヴ・ハウスのラスケラー跡地に3棟17階建て客室576部屋のホテル・コモンウェルスが建てられた。2008年、ボイルストン・ストリート1330番地に2番目に高い210室、85,000平方フィート (7,900 m2)のオフィス・スペースのある10階建てのアパートメントが完成し、フェンウェイ・ヘルスがテナントとして入った。
ボイルストン・ストリートとブルックライン・アヴェニューの交差点に小売店、レストラン、ホテルおよびアパートの24階建ての多目的ビルが建設中である。ボイルストン・ストリートにハワード・ジョンソンのモーテルを高級志向に改築する計画があった。開発者ジョン・ローゼンサルはビーコン・ストリート橋と有料高速道路の間に17階と20階の2棟ある525室のワン・ケンモアという複合コンプレックスを建てる計画をしている。2007年、インフラストラクチャーの問題によりMBTAはグリーン・ラインのフェンウェイ駅を改築し、現在近くのコミューター・トレインのヨーキーウェイ駅の改築が計画されている。近年、4億2,500万ドルをかけたボストン美術館の改築が終わり、イザベラ・スチュワート・ガードナー美術館の2号館が完成した。

### 通りの名前
ピーターボロ、キルマーノック、クイーンズベリーなどのウエスト・フェンウェイの通りはロバート・バーンズの文学作品に登場するスコットランドの都市や町から採用されている。ボストンにバーンズ記念協会があることが影響し、オルムステッドの都市設計を簡素化した。1894年、通りの命名担当部署はバック・ベイの通り名をアルファベット順に名付ける計画を立てた。バック・ベイの通り名が「H」のヘアフォード・ストリートで終わり、フェンウェイの通りには続きの「I」のイプスウィッチ、「J」のジャージー、「K」のケニオン(キルマロック)、「L」のランスドウン、「M」のモーニントン、「N」のノッティンガム、「O」のオンスロウ、「P」のピーターボロ、「Q」のクイーンズベリー、「S」のサリスバリー、「T」のサーロウ、「U」のアクスブリッジ、「V」のヴィヴィアン、「W」のウエストミース(ウエルスリー)、「X」のコミッテド、「Y」のヨーク、「Z」のゼトランドと名付けられた。
フェンウェイ・パークウェイ、パーク・ドライブ・パークウェイなどバック・ベイ・フェンズを取り囲むパークウェイはエメラルド・ネックレスにある様々な公園から名付けられた。パレス・ロード(旧ワシントン・ストリート)、フォーサイス・ウエイ(旧ロジャーズ・アヴェニュー)、エヴァンズ・ウエイ、フォーサイス・ストリート、ヘメンウェイ・ストリート(旧パーカー・アヴェニュー)、アガシス・ロード(アイダ・アガシスより)、ヒギンソン・サークル(ボストン交響楽団創立者より)、エヴァンズ・ウエイ(ボストン美術館エヴァンズ館寄贈者より)、テトロウ・ストリート(以前この地にあった女子ラテン学校校長より)、ヨーキー・ウエイ(ジャージー・ストリートの続き)、シンフ ォニー・ロード(旧バタヴィア・ロード)、セント・スティーブンス・ストリート(聖スティーブンス教会は聖アンとなり、現在ノースイースタン大学フェンウェイ・センターとなっている)、オペラ・プレイス(1958年に取り壊されたボストン・オペラ・ハウスより)、スピア・プレイス(ファルマス・ストリートからスティープンス・ストリートとなった通りの続きであった)などフェンウェイの他の通りは地区内の組織名や公徳心のある後援者から名付けられた。

## 人口動態
以下は2000年の国勢調査ボストン市による人口統計データである。
基礎データ
- 人口: 36,191人
- 世帯数: 12,872世帯
- 家族数: 5,428家族
- 人口密度: 11,268.9人/km²（29,186.3人/mi²）
- 住居数: 13,229ユニット

  - 一軒家: 1%
  - 3-9ユニット: 15%
  - 10-19ユニット: 16%
  - 20-49ユニット: 41%
  - 50ユニット以上: 27%

91%が賃貸、9%が所有している。
人種別人口構成
- 白人: 71%
- アフリカン・アメリカン: 7%
- アジア人: 14%
- その他の人種: 4%
- 混血: 3%
- ヒスパニック・ラテン系: 8%

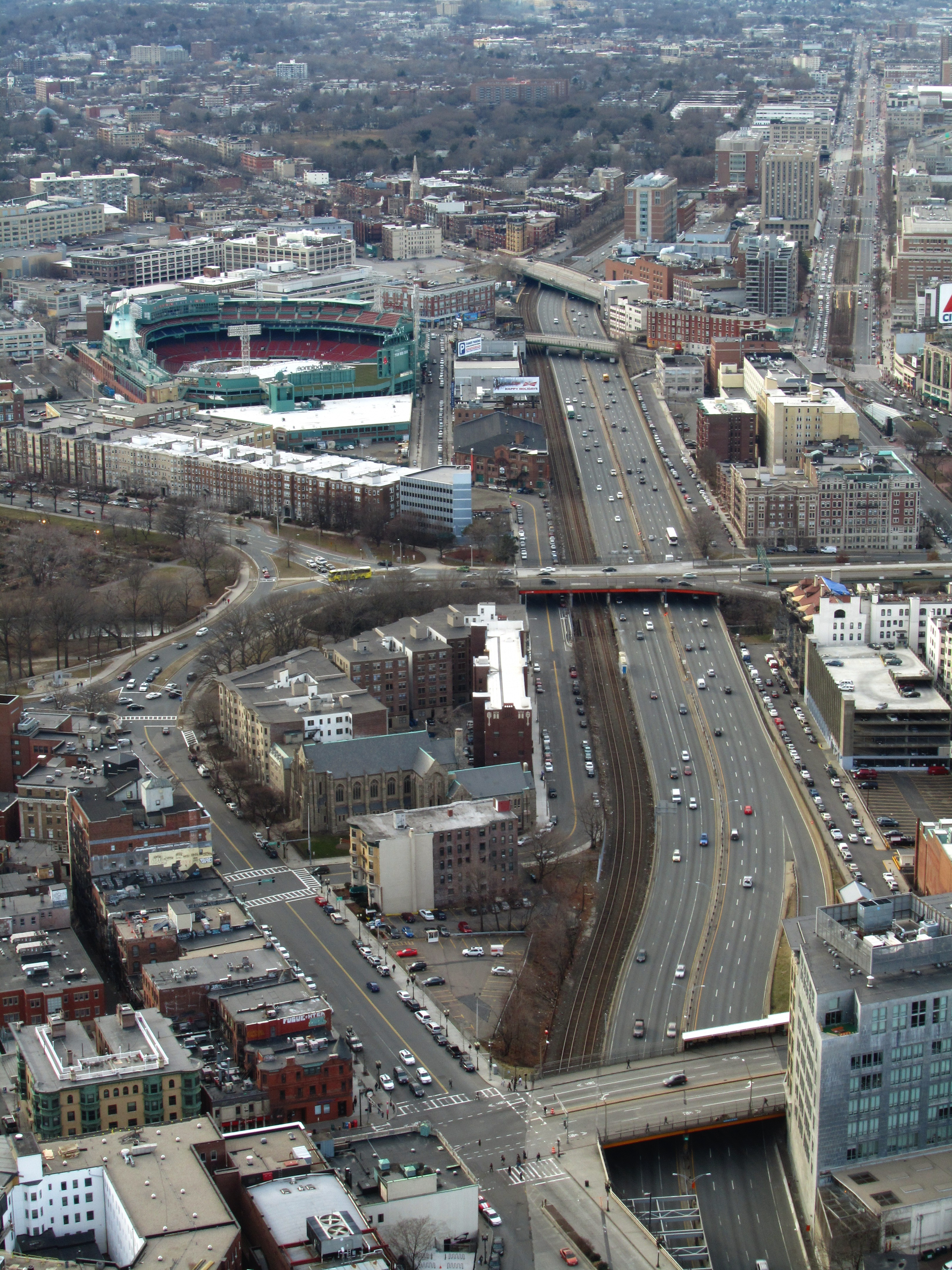
2012年1月、プルデンシャル・スカイウォークから見るフェンウェイ・ケンモア

人口の21.3%がアメリカ国外の生まれである。
年齢別人口構成
- 18歳未満: 4%
- 18-24歳: 63%
- 25-44歳: 23%
- 45-64歳: 6%
- 65歳以上: 5%
- 年齢の中央値: 38歳

世帯と家族（対世帯数）
- 平均構成人数
  - 世帯: 1.69人
  - 家族: 2.61人
  - 家族以外: 1.51人

収入と家計
- 収入の中央値
  - 世帯: 25,356米ドル
- 貧困線以下
  - 対人口: 37.3%

失業率は11.4%である。
大学に近いイースト・フェンウェイは学生が多く住み、以前は学生街として知られていた現在のウエスト・フェンウェイはヤング・プロフェッショナルやその家族が多く住んでいる。ケンモア・スクエアはボストン大学の学生寮がある他、主に商業施設がある。

## 大学、企業、観光名所など
フェンウェイ・パーク、シットゴーの看板、ケンモア・スクエア、アート・インスティチュート・オブ・ボストン、フォーサイス・インスティチュート、マサチューセッツ医科薬科大学、ノースイースタン大学、ニューイングランド音楽院、ボストン大学(マイルス・スタンディッシュ寮を含む)の一部、ハーバード大学医学大学院の一部、ハーバード歯科医学校、ハーバード大学公衆衛生大学院、バークリー音楽大学、ボストン音楽院、マサチューセッツ芸術大学、ウェントワース・インスティチュート・オブ・テクノロジー、サイモンズ・カレッジ、ウィーロック・カレッジ、エマニュエル・カレッジ、ニューイングランド写真学校、ホリー・トリニティ・オーソドックス・カセドラル、イザベラ・スチュワート・ガードナー美術館、ボストン美術館などがある。

## 交通機関

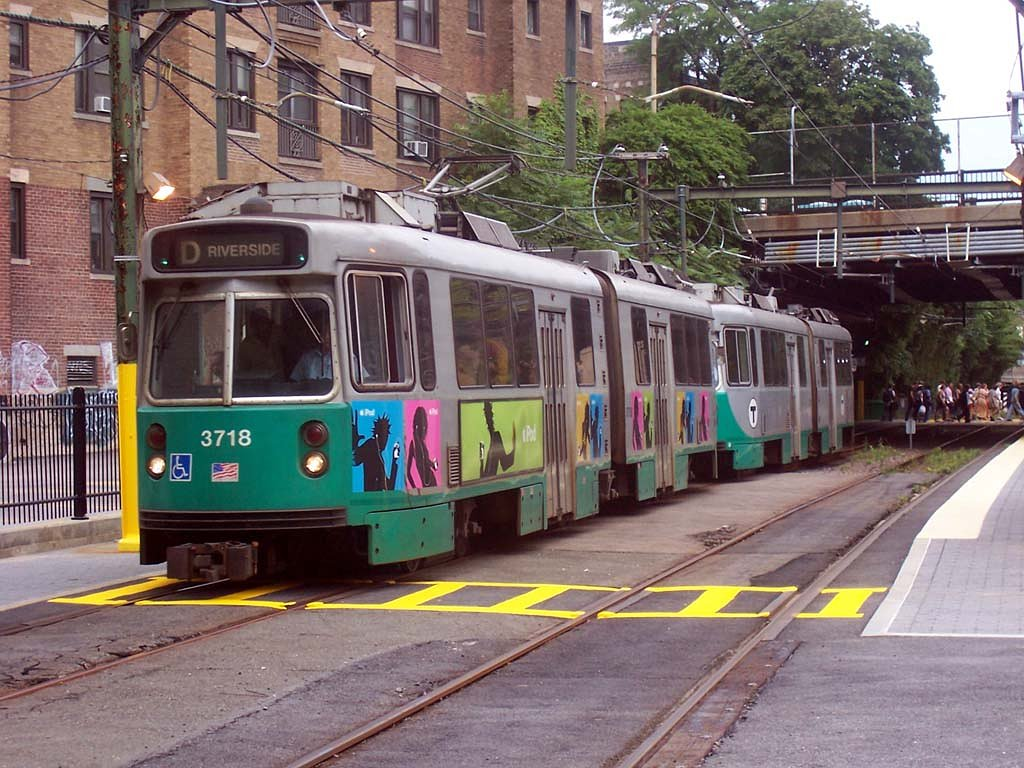
フェンウェイ駅のグリーン・ライン下り線電車

この地区内にはMBTAオレンジ・ラインのラグルズ駅と以下に示すMBTAグリーン・ラインの駅がある。
- ケンモア駅 - B、C、D
- フェンウェイ駅 - D
- セント・メアリー駅 - C
- シンフォニー駅 - E
- ノースイースタン大学駅 - E
- ボストン美術館駅 - E

MBTAコミューター鉄道のフラミンガム/ウースター線のヨーキー駅はフェンウェイ・パークとケンモア・スクエアの近くにあり、上り線下り線共に朝夕の通勤時間に限り停車する。また多くのMBTAバスが通り、市街地や近隣地域とつないでいる。
フェンウェイ・パークウェイやパーク・ドライブ・バークウェイがフェンズを囲んでいる。ボイルストン・ストリートは主要な東西線であり、同じく東西を結ぶビーコン・ストリート(州道2号線)とコモンウェルス・アヴェニュー(国道20号線)はケンモア・スクエアで交差する。ブルックライン・アヴェニューはこの交差点から始まり南西にのびる。ハンティントン・アヴェニュー(州道9号線)は南の境界線となり、マサチューセッツ・アヴェニューは主要な南北線であると共に東の境界線となっている。マサチューセッツ有料高速道路が通っているが、西の境界のマサチューセッツ・アヴェニューとニューバリー・ストリート以外に出入り口がない。